# Rhabdodendron amazonicum
Rhabdodendron amazonicum, drvo iz kišnih šuma Južne Amerike, rašireno po Brazilu, Surinamu, Gvajani i Francuskoj Gijani. 
Jedna je od tri vrste u rodu i cijeloj porodici Rhabdodendraceae. Naraste najviše do 15 metara visine, a obično bude manje. Kora mu je tanka i čvrsta.